# Доксепин
Доксепин (Doxepine) — белый кристаллический порошок. Хорошо растворим в воде, хуже — в спирте и хлороформе.
Антидепрессант с анксиолитическими и седативными свойствами. Обладает антисеротониновым, холинолитическим, противогистаминным, а также противоязвенным действием.
Быстро и полностью всасывается в ЖКТ, Т1/2 составляет 28—52 часов; подвергается биотрансформации в печени с образованием активного метаболита диметилдоксепина, выделяется почками.

## Применение
Применяют при депрессивных и невротических состояниях, алкоголизме с тревожностью и беспокойством; в терапевтической практике — при язвенной болезни двенадцатиперстной кишки.
Назначают внутрь. Начальная суточная доза для взрослых 0,075 г (75 мг) в 1—3 приёма, при необходимости она может быть увеличена до 0,3 г в сутки, пожилым назначают по 0,03—0,05 г (30—50 мг) в сутки, детям — 0,5 мг/кг в сутки. Терапевтический эффект проявляется обычно через 2—3 недели после начала лечения.
Возможные побочные эффекты: седация, сонливость, холинолитические побочные эффекты, диспепсия, тромбоцитопения, артериальная гипотензия (маловыраженный эффект), ортостатическая гипотензия, аллергические реакции (редко), снижение либидо, галакторея (редко), повышение массы тела (редко), нарушение зрения, галлюцинации, атаксия, экстрапирамидные расстройства и др. При приёме доксепина может возникнуть антихолинергический синдром.
Препарат противопоказан при атриовентрикулярных блокадах, закрытоугольной глаукоме, гипертрофии предстательной железы. Нельзя назначать детям в возрасте до 12 лет, а также женщинам в период беременности и лактации.
Летальность при передозировке доксепина высокая.
При длительном лечении не рекомендуется внезапное прекращение приёма доксепина из-за риска развития синдрома отмены; следует воздерживаться от видов деятельности, требующих повышенной скорости психических и физических реакций.
Не рекомендуется назначать доксепин одновременно с необратимыми ингибиторами МАО, резерпином, литием; в период лечения не допускается употребление алкоголя. Препарат потенцирует действие алкоголя, барбитуратов. Доксепин в сочетании с препаратами, угнетающими ЦНС, может вызвать опасную заторможенность:119. При сочетании с гормональными контрацептивами усиливается депрессия. Сочетание с дисульфирамом обусловливает риск делирия. При совместном применении доксепина и леводопы может повышаться артериальное давление. Доксепин может снижать эффект метилдопы, фенитоина. Сочетание доксепина с прокаинамидом, хинидином или тиреотропными средствами способно приводить к нарушениям сердечного ритма. При сочетанном приёме доксепина и толазамида у больных сахарным диабетом может развиваться выраженная гипогликемия. Доксепин в сочетании с фуразолидоном может приводить к внезапному сильному повышению артериального давления, в сочетании с хлорпромазином — к гипертермии. Циметидин может приводить к повышению концентрации доксепина в плазме крови, усилению его основного действия и антихолинергических побочных эффектов:346.

## Форма выпуска
Капсулы по 0,01 и 0,025 г (10 и 25 мг) (N. 15,30).